# Шунтер
Шунтер (нем. Schunter) — река в Германии, протекает по земле Нижняя Саксония. Длина реки — 58 км. Площадь бассейна реки составляет 592 км².
Название известно с 803 года как Scuntra, восходит к германскому быстро, торопиться. Относится к типу старых названий, появившихся однако, уже во время отделения или доминирования германских языков в регионе.